# Give Up (singolo)
Give Up è un singolo del gruppo musicale islandese Low Roar, pubblicato nel 2011 come unico estratto dal primo album in studio Low Roar.

## Descrizione
Traccia d'apertura del disco, Give Up si presenta come un brano acustico dalla strumentazione essenziale ed è tra i preferiti dai fan del gruppo.

## Video musicale
Il video del brano, diretto da Ali Silverstein e interpretato da David Ode, mostra una giornata tipo di un uomo anziano che vive in solitudine con il proprio cane.

## Tracce
1. Give Up – 3:06

## Formazione
Hanno partecipato alle registrazioni, secondo le note di copertina di Low Roar:
Gruppo
- Ryan Karazija – voce, strumentazione

Altri musicisti
- Burton Li – pianoforte, organo a pompa, cori

Produzione
- Low Roar – produzione, registrazione, missaggio